# Zarządca informacji osobistej
Zarządca informacji osobistej (ang. Personal Information Manager, w skrócie PIM) – program do zarządzania rozmaitego rodzaju notatkami, jak zadania, kontakty czy terminy.
Interfejs programów typu PIM jest tworzony według trzech typowych schematów:
1. metafora notatnika z przewijanymi kartami (Lotus Organizer)
2. rozwijane drzewo folderów w lewej części interfejsu i ich zawartość w prawej (WinOrganizer)
3. zwarty interfejs grupujący na jednym ekranie wszystkie bloki funkcji (Time&Chaos).

Nietypowym rozwiązaniem jest interfejs InfoCentrala, gdzie mamy do czynienia z drzewem rekordów, swobodnie przywoływanych na ekran i usuwanych z niego.
Za najbardziej typowe instrumenty decydujące o funkcjonalności bazy można uznać następujące:
- Elementy bazy

Kontakty: najważniejszy element każdej bazy, pozwalający wprowadzić prywatne i zawodowe informacje o innych osobach, a przede wszystkim ich adresy pocztowe, telefony, e-maile, strony WWW itd. Dzięki nim można łatwo i szybko kontaktować się z nimi w sprawach osobistych i zawodowych.
Zadania do wykonania: ta część organizatora umożliwia budowanie listy zadań, które chcemy zrealizować. Zadania mogą być bezterminowe, gdy nie jesteśmy ograniczeni czasem wykonania ("kupić nowy czajnik"), lub terminowe, gdy moment ich ostatecznego wykonania jest określony ("napisać artykuł do 20 lutego").
Wydarzenia: w tej części organizatora definiowane są zdarzenia zachodzące w jakimś określonym dniu ("konferencja prasowa, 13 lutego, g. 11.00") lub trwające przez pewien czas ("urlop od 1 do 31 lipca").
Notatki: ten moduł pozwala wprowadzać luźne zapiski, które nie mają zwykle charakteru bazodanowego, a więc ich treść nie jest zależna od predefiniowanych pól.
Menedżer haseł: ten element bazy umożliwia zapisywanie haseł do stron internetowych, usług, aplikacji, urządzeń itd.
- Funkcjonalność bazy

Kalendarz: zwornik terminów, narzędzie koncentrujące w jednym miejscu wszelkie informacje o charakterze terminowym, jak przypadające na dany dzień wydarzenia, zadania do wykonania czy notatki. PIM-y udostępniają zazwyczaj widoki dzienne, tygodniowe i miesięczne.
Przypominanie: jedna z kluczowych cech dobrego organizatora. Program powinien przypominać o wszelkich zapiskach mających terminowy charakter, jak data imienin czy rocznica ślubu osoby zapisanej w bazie kontaktów (przypomnienie cykliczne, co rok), ostatecznej daty wykonania jakiegoś zadania czy ważnego spotkania lub konferencji (przypomnienie jednorazowe). Zazwyczaj jest to alarm w postaci komunikatu i dźwięku, zaś przypomnienie możemy sukcesywnie odkładać o pewną liczbę minut, godzin czy dni.
Dowiązywanie innych rekordów, dokumentów i adresów internetowych: ponieważ poszczególne rekordy w bazie organizatora często nie są zawieszone w próżni, program powinien umożliwiać wiązanie ze sobą poszczególnych informacji. Jeśli zadaniem do wykonania jest napisanie artykułu, możemy dowiązać do niego odpowiednie pliki. Jeśli mamy się z kimś spotkać w sprawach zawodowych, możemy połączyć z tą informacją adres e-mail danej osoby.
Wyszukiwanie danych: już po kilku miesiącach użytkowania programu ilość zapisanych w nim danych zmusza do stosowania narzędzia wyszukiwawczego. Powinno ono być wyszukiwaniem pełnotekstowym (nazwy i treść rekordów) oraz pełnozakresowym (wszystkie działy bazy).
Zabezpieczanie danych: prywatne informacje z natury rzeczy powinny być chronione przed innymi osobami, a więc program powinien dawać możliwość zabezpieczenia bazy hasłem.
Tak ujęty szkielet ma charakter czysto praktyczny i nie obejmuje całego szeregu rozmaitych funkcji, które mogą być przydatne w rozmaitych okolicznościach, jak tworzenie własnych działów, definiowanie pól rekordów, drukowanie raportów w rozmaitych ujęciach, synchronizacja danych z urządzeniami przenośnymi czy import i eksport danych.